# Kazalište u 1902.
◄◄ | ◄ | 1899. | 1900. | 1901. | 1902.  | 1903. | 1904. | 1905. | ► | ►►
Arhitektura • Astronomija • Biologija • Film • Fotografija • Glazba • Kazalište • Kemija • Kiparstvo • Knjige • Književnost • Kršćanstvo • Meteorologija • Medicina • Planinarstvo • Politika • Pravo • Promet • Slikarstvo • Strip • Šport • Televizija • Znanost • Zrakoplovstvo • Željeznički promet
Kazalište u 1902.

## Hrvatska i u Hrvata

### Smrti
- 11. siječnja − Marija Akačić, hrvatska kazališna glumica (* 1835.)

## Vanjske poveznice
|  | Zajednički poslužitelj ima još gradiva o temi Kazalište u 1902. |